# Sturmimasiphya ciliata
Sturmimasiphya ciliata är en tvåvingeart som beskrevs av Townsend 1935. Sturmimasiphya ciliata ingår i släktet Sturmimasiphya och familjen parasitflugor. Inga underarter finns listade i Catalogue of Life.